# Trường cao đẳng

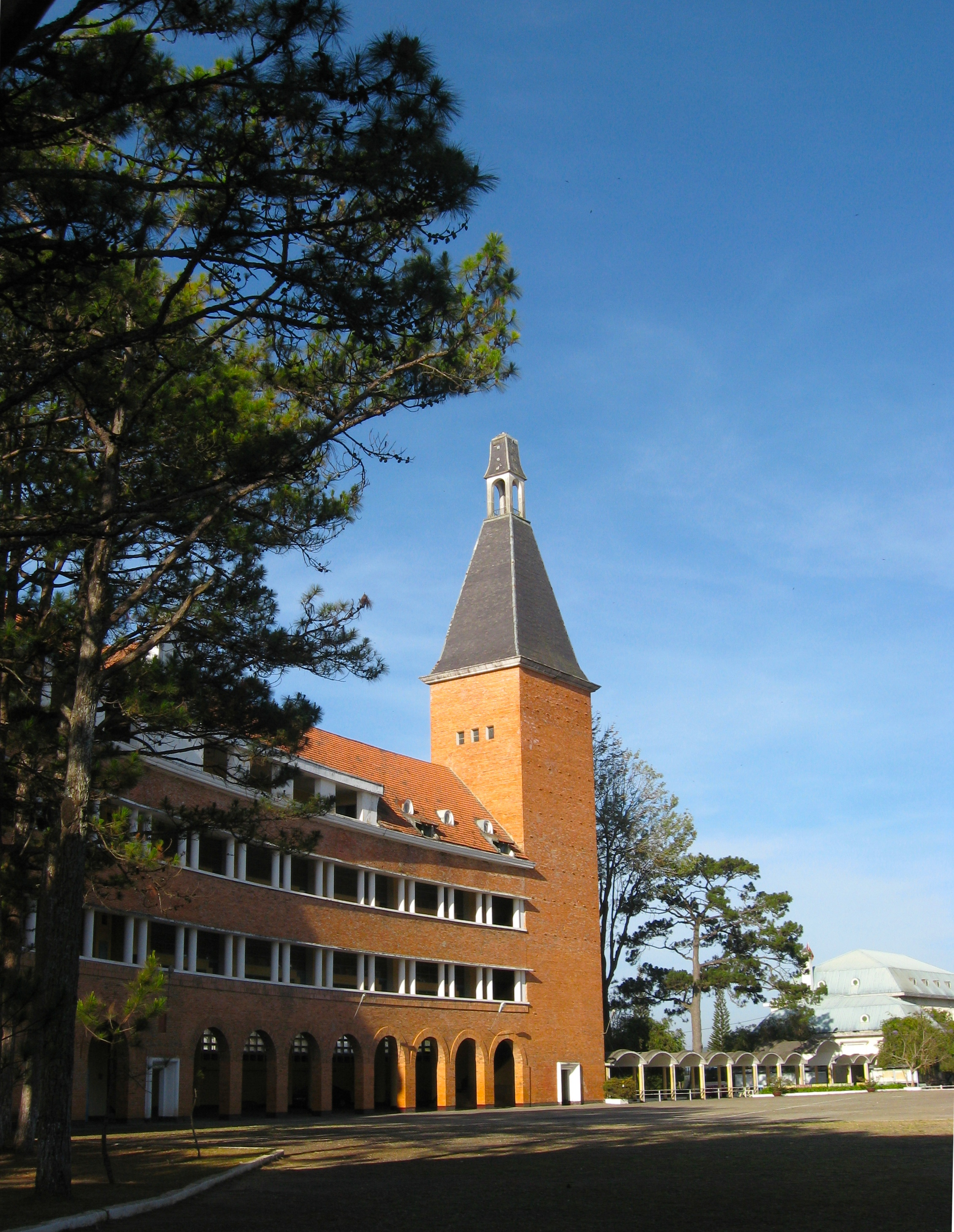
Một góc khuôn viên Trường Cao đẳng Sư phạm Đà Lạt, xưa là Grand Lycée Yersin, ở Đà Lạt.

Trường cao đẳng là một loại hình cơ sở giáo dục đại học của Việt Nam. Đây là trường đào tạo trình độ sau trung học nhưng thấp hơn bậc đại học, gọi là bậc cao đẳng, hệ cao đẳng, hay giáo dục cao đẳng. Các trường cao đẳng tuyển những người có bằng trung học phổ thông hoặc tương đương, và có chương trình đào tạo dài khoảng ba năm. Sinh viên học xong cao đẳng có thể tham gia thi tuyển để được chọn vào học "liên thông" lên bậc đại học ở một số trường đại học.

## Tên gọi
Tên gọi "trường cao đẳng" có thể có từ thời Pháp thuộc. Các école (tiếng Pháp, có nghĩa là trường) của Université Indochinoise, tức là Viện Đại học Đông Dương, thường được gọi là "trường cao đẳng"; ví dụ: École des Beaux-Arts de l'Indochine là Trường Cao đẳng Mỹ thuật Đông Dương, có khi còn được gọi là Trường Mỹ thuật Đông Dương. Ở miền Nam thời Việt Nam Cộng hòa, một số trường thành viên của Trung tâm Quốc gia Kỹ thuật Phú Thọ cũng được gọi là trường cao đẳng; ví dụ: Trường Cao đẳng Công chánh, Trường Cao đẳng Điện học, v.v...

## Trường cao đẳng hiện nay ở Việt Nam
Trường Cao đẳng Cộng đồng Đồng Tháp
Trường Cao đẳng Cơ điện và Nông Nghiệp Nam Bộ